# Cuzistão
Cuzistão ou Cuzestão (em persa: استان خوزستان; romaniz.: Ostān-e Khūzestān; lit. "Terra do Cuzistão") é uma província do Irã sediada em Avaz. Tem 64 055 quilômetros quadrados e de acordo com o censo de 2019, havia 4 885 000 residentes. Se divide em 27 condados.